# The Fortune (theater)

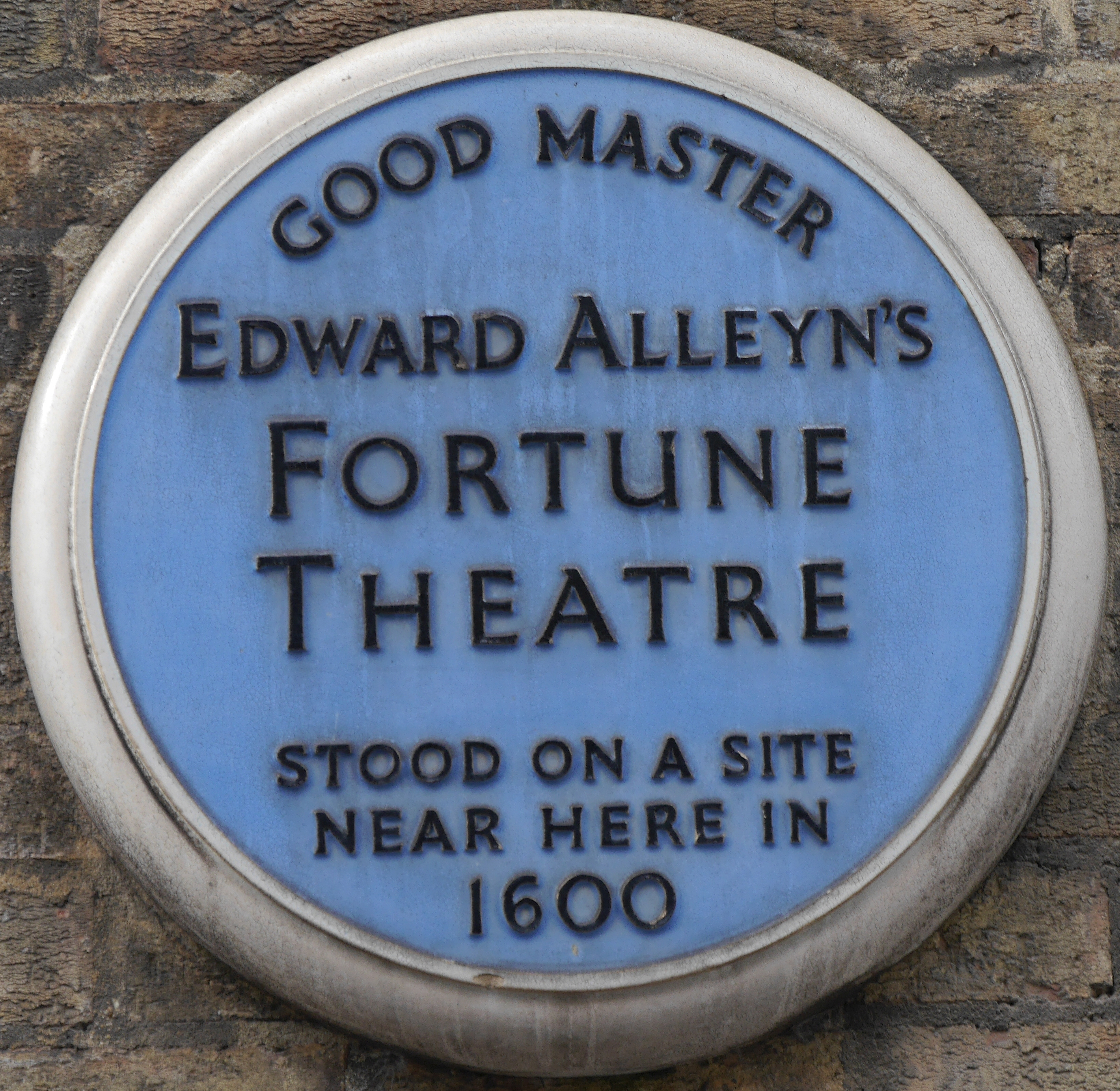
Gedenkplaat in Londen

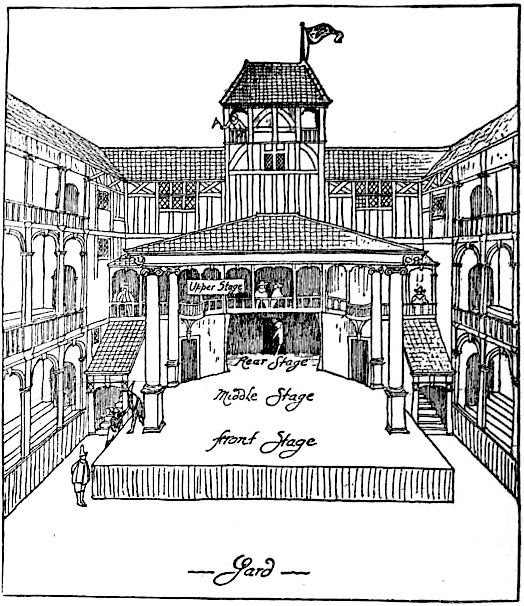
Reconstructie van Walter H. Godfrey voor de Encyclopædia Britannica (1911)

The Fortune was een theatergebouw dat in 1600 werd gebouwd door de Londense ondernemer en impresario Philip Henslowe, samen met zijn partner en schoonzoon, de steracteur Edward Alleyn. Het was bestemd als speellocatie voor hun gezelschap de Admiral's Men.
Henslowe liet het gebouw neerzetten op de noordelijke oever van de Theems, net buiten de stadsmuren van Londen en daarmee buiten het bestuurlijke gebied van de City of London. Het stond ten westen van Shoreditch, waar zich al de The Theatre en The Curtain bevonden.
The Fortune was bedoeld om beter te kunnen concurreren met de Globe Theatre van de Lord Chamberlain's Men, het gezelschap van William Shakespeare en Richard Burbage, dat in 1599 neerstreek in dit nieuwe theater in Bankside, Southwark. De Admiral's Men bespeelden daar het al wat oudere theater The Rose, en kregen te maken met verminderde belangstelling. 
The Fortune, zo genoemd naar de Romeinse godin Fortuna, waarvan een beeld de ingang sierde, was opgezet volgens de richtlijnen van The Globe. Dezelfde bouwer als die van de Globe, Peter Street, werd hiervoor ingeschakeld, en in het contact werd duidelijk vastgelegd dat The Globe als voorbeeld moest dienen, maar dat het gebouw, anders dan alle andere theaters in die tijd, vierkant van vorm moest zijn. Deze vorm verwees naar de locaties waar voor de bouw van de grote Londense theaters werd gespeeld: de binnenplaatsen van herbergen.
De bouwkosten werden begroot op een bedrag van £440 en het theater moest half juli 1600 gereed zijn. De kosten bleken op te lopen tot ruim £520 en het theater opende in november van dat jaar.
De Admiral’s Men speelden hier met veel succes tot 1621, toen het gebouw afbrandde. In 1623 werd het herbouwd, deze keer van steen, waar voorheen hout was gebruikt, en in de inmiddels vertrouwde ronde vorm.
Alle theaters werden in 1642 door de puriteinen, de partij van Oliver Cromwell, verboden. Het gebouw werd daarna nog wel enkele malen gebruikt voor illegale voorstellingen, maar in 1649 werd het gedeeltelijk gesloopt en in 1661 werd het geheel afgebroken om plaats te maken voor woningbouw.